# Alberto Isidori
Alberto Isidori (Rapallo, 24 gennaio 1942) è un ingegnere italiano.

## Biografia
Attivo nel campo della teoria del controllo, è professore di Controlli Automatici presso l'università Sapienza di Roma. È ben conosciuto come autore di diversi libri sui controlli automatici, tra cui spicca Nonlinear Control Systems, uno dei testi più citati nel campo del controllo non lineare. È stato presidente dell'EUCA (European Union Control Association) dal 1995 al 1997 ed è stato presidente dell'IFAC (International Federation of Automatic Control) per il triennio 2008-2011.

## Riconoscimenti
- 2012 IEEE Control Systems Award “For pioneering contributions to nonlinear control theory.”[4]
- 2009 Premio internazionale Galileo Galilei per la scienza (Rotary Club italiani)
- 2009 Dottorato onorario (Honorary Doctorate) dal Royal Institute of Technology (KTH) svedese
- 2005 IFAC Fellow (International Federation of Automatic Control)
- 2004 Automatica Prize (International Federation of Automatic Control)
- 2001 Bode Lecture Prize (Control Systems Society of IEEE)
- 2000 Ktesibios Award	(Mediterranean Control Association)
- 1996 Georgio Quazza Medal (International Federation of Automatic Control)
- 1991 Automatica Prize (International Federation of Automatic Control)
- 1990 G.S. Axelby Outstanding Paper Award (Control Systems Society of IEEE)
- 1987 Elected Fellow (IEEE)
- 1981 G.S. Axelby Outstanding Paper Award (Control Systems Society of IEEE)